# Cance (dopływ Sélune)
Cance – rzeka we Francji, przepływająca przez tereny departamentów Manche, o długości 19,3 km. Stanowi dopływ rzeki Sélune.